# Alpen Cup w biegach narciarskich 2014/2015
Alpen Cup w biegach narciarskich 2014/2015 to kolejna edycja tego cyklu zawodów. Rywalizacja rozpoczęła się 19 grudnia 2014 w austriackim Hochfilzen, a zakończyła się 16 marca 2015 we francuskim Chamonix.
Początkowo rywalizacja miała rozpocząć się we włoskim Valdidentro, lecz z powodu braku śniegu i wysokich temperatur Włosi zmuszeni byli odwołać swoje zawody i przełożyć inauguracje do Austrii.
W poprzednim sezonie tego cyklu najlepsi byli wśród kobiet Włoszka Francesca Baudin, a wśród mężczyzn Francuz Paul Goalabre. Tym razem najlepszą z kobiet okazała się ponownie Włoszka Lucia Scardoni, a wśród mężczyzn pierwszy był tak jak i przed rokiem Francuz Paul Goalabre.

## Kalendarz i wyniki

### Kobiety
| Lp  | Data             | Miejscowość    | Dystans                  | 1. miejsce        | 2. miejsce                  | 3. miejsce         |
| --- | ---------------- | -------------- | ------------------------ | ----------------- | --------------------------- | ------------------ |
| 1.  | 13 grudnia 2014  | Valdidentro    | 10 km s. klasycznym      | Odwołany          | Odwołany                    | Odwołany           |
| 2.  | 14 grudnia 2014  | Valdidentro    | 10 km s. dowolnym        | Odwołany          | Odwołany                    | Odwołany           |
| 3.  | 19 grudnia 2014  | Hochfilzen     | sprint stylem klasycznym | Justyna Kowalczyk | Kateřina Smutná             | Sandra Ringwald    |
| 4.  | 20 grudnia 2014  | Hochfilzen     | 10 km stylem klasycznym  | Justyna Kowalczyk | Kateřina Smutná             | Julia Belger       |
| 5.  | 21 grudnia 2014  | Hochfilzen     | 10 km stylem dowolnym    | Ilaria Debertolis | Virginia De Martin Topranin | Marion Buillet     |
| 6.  | 9 stycznia 2015  | Oberwiesenthal | sprint stylem klasycznym | Victoria Carl     | Anne Winkler                | Laura Gimmler      |
| 7.  | 10 stycznia 2015 | Oberwiesenthal | 10 km stylem dowolnym    | Lucia Scardoni    | Marina Piller               | Anouk Faivre-Picon |
| 8.  | 11 stycznia 2015 | Oberwiesenthal | bieg łączony 2 x 7,5 km  | Julia Belger      | Giulia Stürz                | Lucia Scardoni     |
| 9.  | 20 lutego 2015   | Campra         | sprint stylem dowolnym   | Lucia Joas        | Giulia Stürz                | Lucia Scardoni     |
| 10. | 21 lutego 2015   | Campra         | 10 km stylem klasycznym  | Lucia Scardoni    | Julia Belger                | Monique Siegel     |
| 11. | 22 lutego 2015   | Campra         | 10 km stylem dowolnym    | Giulia Stürz      | Lucia Scardoni              | Monique Siegel     |
| 12. | 28 lutego 2015   | Rogla          | sprint stylem dowolnym   | Giulia Stürz      | Lucia Joas                  | Lucia Scardoni     |
| 13. | 1 marca 2015     | Rogla          | 15 km stylem klasycznym  | Lucia Scardoni    | Monique Siegel              | Elisabeth Schicho  |
| 14. | 13 marca 2015    | Chamonix       | 2,5 km stylem klasycznym | Nathalie Schwarz  | Lucia Joas                  | Laura Gimmler      |
| 15. | 14 marca 2015    | Chamonix       | 10 km stylem dowolnym    | Marion Buillet    | Lucia Scardoni              | Nathalie Schwarz   |
| 16. | 15 marca 2015    | Chamonix       | 10 km stylem klasycznym  | Lucia Scardoni    | Nathalie Schwarz            | Evelina Settlin    |

### Mężczyźni
| Lp  | Data             | Miejscowość    | Dystans                  | 1. miejsce          | 2. miejsce             | 3. miejsce             |
| --- | ---------------- | -------------- | ------------------------ | ------------------- | ---------------------- | ---------------------- |
| 1.  | 13 grudnia 2014  | Valdidentro    | 15 km s. klasycznym      | Odwołany            | Odwołany               | Odwołany               |
| 2.  | 14 grudnia 2014  | Valdidentro    | 15 km s. dowolnym        | Odwołany            | Odwołany               | Odwołany               |
| 3.  | 19 grudnia 2014  | Hochfilzen     | sprint stylem klasycznym | Ueli Schnider       | Sebastian Eisenlauer   | Jovian Hediger         |
| 4.  | 20 grudnia 2014  | Hochfilzen     | 15 km stylem klasycznym  | Siergiej Ustiugow   | Dietmar Nöckler        | Ilja Czernousow        |
| 5.  | 21 grudnia 2014  | Hochfilzen     | 15 km stylem dowolnym    | Ilja Czernousow     | Siergiej Ustiugow      | Dietmar Nöckler        |
| 6.  | 9 stycznia 2015  | Oberwiesenthal | sprint stylem klasycznym | Lennart Metz        | Richard Jouve          | Markus Weeger          |
| 7.  | 10 stycznia 2015 | Oberwiesenthal | 15 km stylem dowolnym    | Adrien Backscheider | Bastien Poirrier       | Stefano Gardener       |
| 8.  | 11 stycznia 2015 | Oberwiesenthal | bieg łączony 2 x 15 km   | Valentin Mättig     | Markus Weeger          | Giandomenico Salvadori |
| 9.  | 20 lutego 2015   | Campra         | sprint stylem dowolnym   | Claudio Muller      | Renaud Jay             | Erwan Kaeser           |
| 10. | 21 lutego 2015   | Campra         | 15 km stylem klasycznym  | Paul Goalabre       | Markus Weeger          | Mattia Pellegrin       |
| 11. | 22 lutego 2015   | Campra         | 15 km stylem dowolnym    | Paul Goalabre       | Giandomenico Salvadori | Markus Weeger          |
| 12. | 28 lutego 2015   | Rogla          | sprint stylem dowolnym   | Richard Jouve       | Claudio Muller         | Francois Vierin        |
| 13. | 1 marca 2015     | Rogla          | 30 km stylem klasycznym  | Lucas Bögl          | Maicol Rastelli        | Stefano Gardener       |
| 14. | 13 marca 2015    | Chamonix       | 3,3 km stylem klasycznym | Richard Jouve       | Paul Goalabre          | Damien Tarantola       |
| 15. | 14 marca 2015    | Chamonix       | 15 km stylem dowolnym    | Paul Goalabre       | Ivan Perrillat Boiteux | Gerard Agnellet        |
| 16. | 15 marca 2015    | Chamonix       | 15 km stylem klasycznym  | Ueli Schnider       | Ivan Perrillat Boiteux | Paul Goalabre          |

## Klasyfikacje
| Lp. | Zawodniczka       | Punkty |
| --- | ----------------- | ------ |
| 1.  | Lucia Scardoni    | 964    |
| 2.  | Giulia Stürz      | 827    |
| 3.  | Elisabeth Schicho | 530    |
| 4.  | Marion Buillet    | 522    |
| 5.  | Laura Gimmler     | 508    |
| 6.  | Julia Belger      | 488    |
| 7.  | Eva Wolf          | 402    |
| 8.  | Monique Siegel    | 370    |
| 9.  | Nathalie Schwarz  | 361    |
| 10. | Anne Winkler      | 326    |

| Lp. | Zawodnik               | Punkty |
| --- | ---------------------- | ------ |
| 1.  | Paul Goalabre          | 554    |
| 2.  | Markus Weeger          | 530    |
| 3.  | Giandomenico Salvadori | 492    |
| 4.  | Richard Jouve          | 481    |
| 5.  | Alexander Wolz         | 426    |
| 6.  | Ueli Schnider          | 380    |
| 7.  | Valentin Mättig        | 379    |
| 7.  | Claudio Muller         | 379    |
| 9.  | Mattia Pellegrin       | 359    |
| 10. | Alexis Jeannerod       | 326    |